# (4883) Korolirina
(4883) Korolirina es un asteroide perteneciente al cinturón de asteroides, descubierto el 5 de septiembre de 1978 por Nikolái Stepánovich Chernyj desde el Observatorio Astrofísico de Crimea (República de Crimea).

## Designación y nombre
Designado provisionalmente como 1978 RJ1. Fue nombrado Korolirina en honor a la maestra en filología "Irina Leonidovna Korol'", amiga del descubridor, que muestra un gran interés en la astronomía.

## Características orbitales
Korolirina está situado a una distancia media del Sol de 2,738 ua, pudiendo alejarse hasta 3,392 ua y acercarse hasta 2,085 ua. Su excentricidad es 0,238 y la inclinación orbital 5,861 grados. Emplea 1655 días en completar una órbita alrededor del Sol.

## Características físicas
La magnitud absoluta de Korolirina es 13,7. Tiene 8,344 km de diámetro y su albedo se estima en 0,079.